# Oscar Ribera
Oscar Leandro Ribera Guzmán (Santa Cruz de la Sierra, 11 febbraio 1992) è un calciatore boliviano, difensore del Real Tomayapo e della nazionale boliviana.